# Racó de Mig Camí
El Racó de Mig Camí és una masia de Tortosa (Baix Ebre) inclosa a l'Inventari del Patrimoni Arquitectònic de Catalunya.

## Descripció
Està situada al marge esquerre de la carretera Simpàtica, poc abans d'arribar a l'ermita de Mig Camí, sobre un turó que domina tota la ciutat i voltants; a uns 4 km de la població.
Es tracta d'un antic mas i molí reutilitzat com a restaurant. L'adaptació moderna respecta al màxim l'estructura i elements interiors de l'edifici principal. Es tracta d'una construcció formada per dos cossos rectangulars perpendiculars, formant una L, amb un pati posterior a l'angle. Consta de planta baixa, pis i golfes. A les façanes el remat superior és horitzontal, simulant un terrat, amagant la veritable coberta de teulada a doble vessant. El material emprat és la maçoneria sense revestir i les línies de separació de pisos i emmarcaments són de maó.
Davant la façana principal hi ha un porxo descobert, de pilars, per sostenir un emparrat.
A més de l'edifici principal hi ha corrals, magatzem i una àmplia plaça utilitzada avui com a aparcament.

## Història
El mas i molí foren construïts per la família Perepons de Tortosa l'any 1895, però per mapes dels francesos durant la guerra de succeció s'observa que la masia ja formava part del paisatge cap al 1811 o anterior. Als anys 1970 va ser restaurat i convertit en restaurant. Fou avandonat al 2003 i actualment s'ha reobert al públic de nou.